# Roberto Giacomi
Roberto Giacomi, né le 1er août 1986 à Toronto en Ontario, est un joueur canadien de soccer qui joue au poste de gardien de but.